# Служба защиты государственной тайны ВС РФ
Служба защиты государственной тайны Вооружённых сил Российской Федерации (сокр. Служба ЗГТ ВС РФ, далее — Служба ЗГТ) — специальные подразделения в составе органов военного управления, воинских частей и организаций ВС РФ; имеет на снабжении специальную технику и средства защиты информации; Восьмое управление Генерального штаба Вооружённых сил Российской Федерации является центральным органом Службы ЗГТ.

## История
8 мая 1918 года Приказом Наркома по военным делам № 339 был создан Всероссийский главный штаб
13 ноября 1918 года приказом Реввоенсовета Республики (РВСР) было образовано самостоятельное подразделение Общее и Шифровальное отделение Отчётно-организационного отдела Организационного управления. Позже специальные органы были созданы в полевых штабах, в главных управлениях, в центральном управлении военных сообщений.
К 1920 году система защиты военных секретов дошла до соединений.
5 мая 1921 года при ВЧК создаётся специальный отдел по вопросам шифровального и расшифровального дела в стране.
В 1930-е годы решался процесс механизации шифрования. В 1936 году была разработана первая шифровальная аппаратура В-4. В 1937 году была создана кодировочная машина К-37 «Кристалл».
Участие шифровальных органов в вооружённых конфликтах до начала Великой Отечественной войны:
- 1938 год — конфликт у озера Хасан;
- 1939 год — вооружённый конфликт на реке Халхин-Гол;
- 1939—1940 года — Советско-финляндская война;
- 1936—1939 года — Гражданская война в Испании;
- 1937—1945 года — Национально-освободительные войны в Китае против японских захватчиков.

На момент начала Великой Отечественной войны имелось 932 шифроргана. Во время войны на укомплектование было направлено 16 000 специалистов. Боевые потери за годы войны составили 2163 человека.
После войны шифрованная связь являлась надёжным видом скрытой связи в Вооружённых силах СССР; предназначалась для передачи важных сведений, а также сообщений, требующих особой конфиденциальности.
Наименование центральных шифровальных органов, которым подчиняется Служба ЗГТ в разные годы:
| Даты       |   | Наименование                                                                       |
| ---------- | - | ---------------------------------------------------------------------------------- |
| 1921—1924  | — | Центральный шифротдел штаба РККА                                                   |
| 1924—1926  | — | Шифровальный отдел при РВС СССР                                                    |
| 1926       | — | Шифровальный отдел УД НКВМ                                                         |
| 1926—1929  | — | 2 отдел УД НКВМ и РВС                                                              |
| 1929—1931  | — | 7 отдел штаба РККА                                                                 |
| 1931—1934  | — | 8 отдел штаба РККА                                                                 |
| 1934—1939  | — | 8 отдел Генерального штаба РККА                                                    |
| 1939—1940  | — | Отдел шифровальной службы Оперативного управления Генерального штаба Красной Армии |
| 1940—1941  | — | 8 отдел Оперативного управления Генерального штаба Красной Армии                   |
| 1941       | — | Шифровальный отдел Генштаба Красной Армии                                          |
| 1941—1992  | — | Восьмое управление Генерального штаба ВС СССР                                      |
| 1992— н.в. | — | Восьмое управление Генерального штаба ВС РФ                                        |

## Цели и задачи службы
Служба ЗГТ создана в феврале 2003 года на основании приказа Министра обороны, которая официально объединила режимные (режимно-секретные) органы, специальные органы, подразделения обеспечивающие защиту информации при использовании средств вычислительной техники.
В 2011 году руководством Минобороны России принято решение о возложении на Службу ЗГТ задач технической защиты информации. 
Служба ЗГТ объединяет в себе подразделения:
- режимные (режимно-секретные) органы;
- шифровальные органы;
- подразделения ремонта и технического обслуживания шифровальной техники;
- органы обеспечения безопасности информации на объектах вычислительной техники;
- подразделения сертификации средств защиты информации и лицензирования деятельности воинских частей и организаций ВC РФ;
- подразделения засекречивания космических радиолиний;
- подразделения криптографического и инженерно-криптографического анализа средств защиты информации;
- удостоверяющих центров электронной подписи[10].

## Геральдика службы, памятные даты и пр.
- медаль Минобороны России «Генерал армии Штеменко» (учреждена приказом Министра обороны Российской Федерации 2017 года № 222)[11];
- медаль Минобороны России «Генерал-лейтенант Белюсов» (учреждена приказом Министра обороны Российской Федерации 2020 года № 500)[12];
- знак отличия Службы ЗГТ «За заслуги» (учреждён приказом Министра обороны Российской Федерации 2013 года № 260)[13];
- знак отличия Службы ЗГТ «За отличие» (учреждён приказом Министра обороны Российской Федерации 2018 года № 526)[14];
- знак отличия «Отличник службы защиты государственной тайны» (учреждён приказом Министра обороны Российской Федерации 2020 года № 600)[15];
- квалификационный знак «Специалист службы защиты государственной тайны» (учреждён приказом Министра обороны Российской Федерации 2018 года № 525)[16];
- день Службы ЗГТ (установлен приказом Министра обороны Российской Федерации от 18 декабря 2020 г. № 698)[17].

## Небесный покровитель
- 16 ноября 2018 года с благословения Святейшего Патриарха Московского и всея Руси Кирилла Службе ЗГТ ВС РФ определяется  небесным покровителем святой Архангел Гавриил[18].